# Distrito de Enz
El Distrito de Enz es un distrito rural (Landkreis) situado en el estado federal de Baden-Wurtemberg. Pertenece a la región Nordschwarzwald en la Región Karlsruhe. Los distritos vecinos son, el Distrito de Karlsruhe en el norte y oeste, en el noreste el Distrito de Heilbronn, en el este el Distrito de Ludwigsburg. En el sudeste al Distrito de Böblingen, en el sur el Distrito de Calw. El Distrito de Enz rodea al distrito urbano de Pforzheim.
La sede administrativa del distrito es Pforzheim, que aunque se sitúa en el centro del distrito no forma parte de él.

## Geografía
El Distrito de Enz contiene parte del norte de la Selva Negra, el Kraichgau y el Heckengäu. Desde el sur pasa el río Enz. Otros ríos son el Alb, el Pfinz y el Saalbach. Aparte del Enz que desemboca en el Neckar todos los ríos desembocan en el Río Rin.

### Demografía
El número de habitantes ha sido tomado del censo de población (¹) o datos de la oficina de estadística de Baden-Wurtemberg.
| Año                     | N.º Habitantes |
| ----------------------- | -------------- |
| 31 de diciembre de 1973 | 154.720        |
| 31 de diciembre de 1975 | 154.590        |
| 31 de diciembre de 1980 | 162.142        |
| 31 de diciembre de 1985 | 164.312        |
| 27 de mayo de 1987 ¹    | 164.639        |

| Año                     | N.º Habitantes |
| ----------------------- | -------------- |
| 31 de diciembre de 1990 | 175.574        |
| 31 de diciembre de 1995 | 186.812        |
| 31 de diciembre de 2000 | 192.852        |
| 31 de diciembre de 2005 | 196.417        |
| 30 de junio de 2006     | 196.292        |

## Ciudades y municipios
(Habitantes a 30 de junio de 2005)
| Ciudad 1. Heimsheim (5.233) 2. Knittlingen (7.656) 3. Maulbronn (6.766) 4. Mühlacker (26.236) 5. Neuenbürg (7.720) Distritos administrativos Los "Distritos Administrativos" son dos (o más) municipios que unen sus administraciones (en España, algo así como "Mancomunidades") 1. Heckengäu 2. Kämpfelbachtal 3. Maulbronn 4. Mühlacker 5. Neuenbürg 6. Neulingen 7. Tiefenbronn | Municipios 1. Birkenfeld (10.544) 2. Eisingen (4.525) 3. Engelsbrand (4.333) 4. Friolzheim (3.605) 5. Illingen (7.253) 6. Ispringen (6.001) 7. Kämpfelbach (6.175) 8. Keltern (9.122) 9. Kieselbronn (2.905) 10. Königsbach-Stein (9.844) 11. Mönsheim (2.810) 12. Neuhausen (5.484) 13. Neulingen (6.620) 14. Niefern-Öschelbronn (12.194) 15. Ölbronn-Dürrn (3.556) 16. Ötisheim (4.888) 17. Remchingen (11.655) 18. Sternenfels (2.843) 19. Straubenhardt (10.654) 20. Tiefenbronn (5.482) 21. Wiernsheim (6.497) 22. Wimsheim (2.671) 23. Wurmberg (2.922) |

## Escudo de armas
Descripción
En oro encima una onda azul. Arriba y abajo de ella dos rombos azules.
(Otorgacion del escudo el 16 de agosto de 1976)
Significado
La onda azul simboliza el Enz cual dio su nombre al distrito. Los cuatro rombos simbolizan los antiguos cuatro distritos a cuales pertenecían los municipios del actual mdistrito, o los cuatro paisaje (Schwarzwald, Heckengäu, Kraichgau und Stromberg) que tienen parte en el distrito.